# Cabo Quedal
Cabo Quedal är en udde i Chile.   Den ligger i regionen Región de Los Lagos, i den södra delen av landet, 900 km söder om huvudstaden Santiago de Chile.
Terrängen inåt land är huvudsakligen kuperad, men norrut är den platt. Havet är nära Cabo Quedal västerut. Runt Cabo Quedal är det mycket glesbefolkat, med 7 invånare per kvadratkilometer..
I omgivningarna runt Cabo Quedal växer i huvudsak blandskog.